# Андерс Боделсен
Андерс Боделсен (дан. Anders Bodelsen; 11 лютого 1937, Фредеріксберг, Данія — 17 жовтня 2021) — данський письменник, представник хвилі нового реалізму у данській літературі. Боделсен надає перевагу соціально-реалістичному стилю написання, трилерам про людей середнього класу, які стикаються з наслідками матеріалізму, що суперечить їхнім людським якостям.
Його найвідомішим романом є «Задумай число» (Tænk på et tal, 1968), екранізація якого відбулась 1978 року у канадському фільмі «Тиха пантера». Болдесен також співпрацював з Данським національним телебаченням, яке зняло кілька фільмів на основі його таких робіт, як «Guldregn» («Золотий душ», 1986).